# Cowboy Carter
Cowboy Carter (Alternativer Titel: act ii) ist das achte Studioalbum der US-amerikanischen Sängerin Beyoncé und ihr erstes Country-Album. Es erschien im März 2024 und erreichte in zahlreichen Ländern Platz eins der Charts. Beyoncé wurde mit dem Album zur ersten schwarzen Frau, die Platz eins in den Country-Charts belegen konnte. Bei den Grammy Awards 2025 erhielt Cowboy Carter den Grammy für das Album des Jahres und das beste Countryalbum.

## Hintergrund und Entstehung
Beyoncé wurde in Houston geboren und wuchs dort auf, inmitten des Cowboy-Erbes der Stadt mit Country- und Zydeco-Musik. Beyoncés erste nennenswerte Verbindung zur Country-Musik kam 2007, als sie bei den American Music Awards eine Bluegrass-inspirierte Version ihres Hits Irreplaceable mit dem Country-Duo Sugarland aufführte. 2016 veröffentlichte sie auf ihrem sechsten Studioalbum Lemonade erstmals einen Country-Song, Daddy Lessons. Sie spielte das Lied im November 2016 bei den Country Music Association Awards zusammen mit den Dixie Chicks, die es zuvor gecovert hatten. Die Aufführung wurde von Kritikern weitgehend gelobt und bescherte den Country Music Association Awards die höchste Zuschauerzahl in der Geschichte. Andererseits wurde Beyoncés Anwesenheit auch kritisiert und behauptet, sie gehöre nicht zu diesem Genre. Die Country Music Association entfernte alle Werbebeiträge über Beyoncés Auftritt, was als Nachgeben gegenüber dem Druck angesehen wurde, um Gegenreaktionen gegen die Organisation zu verhindern.
Diese Erfahrung führte zur Entstehung des Albums Cowboy Carter. Beyoncé sprach darüber, wie ihr klargemacht wurde, dass sie in der Country-Musik nicht willkommen sei, aber anstatt sich von der Kritik aus dem Genre verdrängen zu lassen, habe sie dadurch die ihr auferlegten Einschränkungen überwunden. Sie vertiefte sich in die Geschichte der Country-Musik und der westlichen Kultur und erforschte deren afroamerikanische Wurzeln. Die Entwicklung von Cowboy Carter dauerte mehr als fünf Jahre. Beyoncé begann 2019 mit dem Schreiben des Albums und nahm es dann während der COVID-19-Pandemie auf, die sie als ihre kreativste Zeit bezeichnete. Sie nahm rund 100 Songs für das Album auf. Jeder Titel sei eine eigene neu interpretierte Version eines Westernfilms.

## Titelliste
| Nr.          | Titel                                                                            | Länge |
| ------------ | -------------------------------------------------------------------------------- | ----- |
| 1.           | Ameriican Requiem                                                                | 5:25  |
| 2.           | Blackbiird (mit Brittney Spencer, Reyna Roberts, Tanner Adell und Tiera Kennedy) | 2:11  |
| 3.           | 16 Carriages                                                                     | 3:47  |
| 4.           | Protector (mit Rumi Carter)                                                      | 3:04  |
| 5.           | My Rose                                                                          | 0:53  |
| 6.           | Smoke Hour ★ Willie Nelson (mit Willie Nelson)                                   | 0:50  |
| 7.           | Texas Hold 'Em                                                                   | 3:53  |
| 8.           | Bodyguard                                                                        | 4:00  |
| 9.           | Dolly P (mit Dolly Parton)                                                       | 0:22  |
| 10.          | Jolene                                                                           | 3:09  |
| 11.          | Daughter                                                                         | 3:23  |
| 12.          | Spaghettii (mit Linda Martell und Shaboozey)                                     | 2:38  |
| 13.          | Alliigator Tears                                                                 | 2:59  |
| 14.          | Smoke Hour II (mit Willie Nelson)                                                | 0:29  |
| 15.          | Just For Fun (mit Willie Jones)                                                  | 3:24  |
| 16.          | II Most Wanted (mit Miley Cyrus)                                                 | 3:28  |
| 17.          | Levii’s Jeans (mit Post Malone)                                                  | 4:17  |
| 18.          | Flamenco                                                                         | 1:40  |
| 19.          | The Linda Martell Show (mit Linda Martell)                                       | 0:28  |
| 20.          | Ya Ya                                                                            | 4:34  |
| 21.          | Oh Louisiana                                                                     | 0:52  |
| 22.          | Desert Eagle                                                                     | 1:12  |
| 23.          | Riiverdance                                                                      | 4:11  |
| 24.          | II Hands II Heaven                                                               | 5:41  |
| 25.          | Tyrant (mit Dolly Parton)                                                        | 4:10  |
| 26.          | Sweet ★ Honey ★ Buckiin' (mit Shaboozey)                                         | 4:56  |
| 27.          | Amen                                                                             | 2:25  |
| Gesamtlänge: | Gesamtlänge:                                                                     | 78:21 |

## Rezensionen
Cowboy Carter erhielt großen Beifall von Musikkritikern, einige von ihnen bezeichneten es als „Meisterwerk“. Kritiker lobten Beyoncés Mischung verschiedener Musikgenres und Gesangsdarbietungen und beschrieben das Album sowohl als großes politisches Statement als auch als persönliche Ode an ihre Wurzeln. Auf Metacritic erhielt das Album eine Bewertung von 92 % („Universal Acclaim“, „Allgemeine Anerkennung“), basierend auf 20 Rezensionen. Es ist ihr am höchsten bewertetes Album, gleichauf mit Lemonade. Kritiker lobten das Album für das, was sie als ehrgeiziges Experimentieren mit Musikgenres bezeichneten, bei dem Beyoncé Country-Musik neu interpretiere.

## Kommerzieller Erfolg

### Chartplatzierungen
| ChartsChartplatzierungen       | Höchstplatzierung | Wochen |
| ------------------------------ | ----------------- | ------ |
| Deutschland (GfK)              | 1 (19 Wo.)        | 19     |
| Österreich (Ö3)                | 1 (13 Wo.)        | 13     |
| Schweiz (IFPI)                 | 1 (14 Wo.)        | 14     |
| Vereinigte Staaten (Billboard) | 1 (42 Wo.)        | 42     |
| Vereinigtes Königreich (OCC)   | 1 (21 Wo.)        | 21     |

| ChartsJahrescharts (2024)      | Platzierung |
| ------------------------------ | ----------- |
| Deutschland (GfK)              | 55          |
| Österreich (Ö3)                | 49          |
| Schweiz (IFPI)                 | 16          |
| Vereinigte Staaten (Billboard) | 21          |
| Vereinigtes Königreich (OCC)   | 43          |

### Auszeichnungen für Musikverkäufe
| Land/Region                  | Auszeichnungen für Musikverkäufe (Land/Region, Auszeichnung, Verkäufe) | Verkäufe  |
| ---------------------------- | ---------------------------------------------------------------------- | --------- |
| Brasilien (PMB)              | Platin                                                                 | 40.000    |
| Dänemark (IFPI)              | Gold                                                                   | 10.000    |
| Frankreich (SNEP)            | Gold                                                                   | 50.000    |
| Kanada (MC)                  | Platin                                                                 | 80.000    |
| Neuseeland (RMNZ)            | Gold                                                                   | 7.500     |
| Polen (ZPAV)                 | Gold                                                                   | 10.000    |
| Schweden (IFPI)              | Gold                                                                   | 15.000    |
| Vereinigte Staaten (RIAA)    | Platin                                                                 | 1.000.000 |
| Vereinigtes Königreich (BPI) | Gold                                                                   | 100.000   |
| Insgesamt                    | 6× Gold · 3× Platin ·                                                  | 1.312.500 |

Hauptartikel: Beyoncé/Auszeichnungen für Musikverkäufe